# 对青山镇
对青山镇是中国黑龙江省哈尔滨市松北区下辖的一个镇，于2004年3月正式划入松北区，位于哈尔滨、大庆、肇东、兰西的结合部，紧邻滨洲铁路。